# Ash, Shropshire
Ash är en ort i Storbritannien.   Den ligger i grevskapet Shropshire i riksdelen England, i den södra delen av landet, 230 km nordväst om huvudstaden London. Ash ligger 112 meter över havet.
Ash består av byarna Ash Magna och Ash Parva.  Närmaste större samhälle är Whitchurch, 2,9 km nordväst om Ash. 